# لي تشارلز كيلي
لي تشارلز كيلي (بالإنجليزية: Lee Charles Kelley)‏ (1951)؛ روائي أمريكي.